# Nicolás Mascardi
Nicolás Mascardi (né le 5 septembre 1624 à Sarzana, dans l'actuelle province de La Spezia, alors dans la république de Gênes et mort assassiné le 15 février 1674 en Patagonie, en Argentine) est un prêtre jésuite italien, missionnaire en Amérique du Sud au XVIIe siècle. Il fut le premier explorateur européen de la Patagonie.

## Biographie
Nicolás Mascardi arrive au Chili en 1651. En 1669, il traverse les Andes à partir de l'île de Chiloé et fonde une mission (es), sur les rives du lac Nahuel Huapi.
À partir de la mission, le père Mascardi et ses compagnons jésuites développent les activités missionnaires auprès des Pehuenches et des Puelches. Premier visiteur européen de la Patagonie, il est en correspondance avec le père Athanasius Kircher auquel il communique ses observations scientifiques sur les éclipses, les comètes, la faune et la flore de la région.  Il est assassiné en 1673 par les indigènes Tehuelches au cours d'un de ses voyages d'exploration dans les Andes méridionales. La mission sera rouverte par le père Felipe de la Laguna (Philippe Van der Meeren) trente ans plus tard. 

## Postérité
Un lac d'Argentine centrale, dans la province de Rio Negro (en Patagonie), porte aujourd'hui son nom : le lac Mascardi.